# Nicolas Lambert Wéry
Nicolas Lambert Wéry (Huy (provincia de Lieja), 9 de maig, 1789 - Bande (ara part de Nassogne, Ardenes belgues), 6 d'octubre, 1867), va ser un violinista, compositor i educador musical belga. Va ser el primer professor de violí al Conservatori Reial de Brussel·les.

## Vida i obra
Nicolas Lambert Wéry va començar a aprendre violí als 11 anys amb Charles Delhaise, un músic local. De 1805 a 1807, va estudiar violí amb Léonard-Joseph Gaillard (1766–1837) a Lieja. El 1807, es va veure obligat a interrompre els seus estudis a causa del seu servei militar a l'exèrcit francès, que va realitzar a Metz i Versalles. El 1808, se li va permetre tornar amb la seva família a Huy. Després d'un curt període allà, va decidir establir-se a Metz com a músic. Va viure a Sedan i va viatjar des d'allà diverses vegades a París per estudiar amb Pierre Baillot. El 1822, va ser nomenat director de concerts al Vauxhall de París, on també va interpretar el seu primer concert per a violí.
Wéry va deixar París quan el càrrec de primer violinista del rei, Jean-Marie Gensse (1773–1822), va quedar vacant després de la mort d'aquest últim. Li van oferir el càrrec i també va ensenyar als instituts predecessors de l'actual Conservatori de Brussel·les de 1823 a 1832. Des de 1832 fins a la seva jubilació el 1860, va treballar com a professor de violí al recentment fundat Conservatori de Brussel·les. Una pròrroga del contracte de Wéry més enllà de l'edat de jubilació va fracassar, no només a causa de les demandes de compensació, sinó probablement també a causa de les diferències d'opinió entre l'administració del Conservatori, en la persona de François-Joseph Fétis d'una banda, i Wéry de l'altra. Fétis i altres professors del Conservatori, en particular Charles-Auguste de Bériot, probablement van veure Wéry com un representant dels antics governs francès i neerlandès de Bèlgica i, per tant, també com un símbol d'un estil musical obsolet. Wéry va continuar ensenyant privadament fins a la seva mort el 1867. Wéry va morir l'octubre de 1867 al petit poble de Bande, a les Ardenes belgues (ara part de Nassogne), on es recuperava d'una malaltia.
Entre els alumnes coneguts de Wéry hi havia Jean-Baptiste Colyns, Jean-Baptiste Singelée i Alphonse Rancy.
Wéry va publicar més de 50 composicions, incloent-hi tres concerts per a violí; tres concerts més s'han conservat manuscrits. François-Joseph Fétis, director del Conservatori de Brussel·les, també assenyala composicions perdudes de Wéry a la seva obra biogràfica. Una gran part de les obres de Wéry es troben a la biblioteca del Conservatori de Brussel·les. Una altra part es pot trobar a la biblioteca privada del Príncep de Chimay.